# Альбрехт I (герцог Баварії)
Альбрехт I (нім. Albrecht I; 25 липня 1336 , Мюнхен— 13 грудня 1404, Гаага) — герцог Баварії у 1347—1349 роках, герцог Нижньої Баварії у 1349—1353 роках, герцог Баварія-Штраубінський у 1353—1404 роках, граф Голландії, Геннегау та Зеландії у 1388—1404 роках.

## Життєпис

### Герцог Баварії
Походив з династії Віттельсбахів. Третій син Людвіга IV, імператора Священної Римської імперії та герцога Баварського, і Маргарити Голландської.
1347 році після смерті батька Альбрехт I став правити Баварією разом зі своїми братами Людвігом V, Людвігом VI, Стефаном II і Вільгельмом I.
Доволі швидко в державі настав розгардіяш через велику кількість правителів з політичними амбіціями. У 1349 році за Ландсберзькою угодою Альбрехт I разом з братами Стефаном II і Вільгельмом I отримав в спільне управління герцогство Нижня Баварія. Того ж року разом з братом Людвігом VI відмовився від прав на графства Голландія, Геннегау та Зеландія на користь брата Вільгельма I.
У 1353 році за Регенсбурзькою угодою зі зведеним братом Стефаном II розділив Нижню Баварію, при цьому з Вільгельмом I отримав герцогство Баварсько-Штраубінське. Того ж року в Пассау одружився з донькою Людовіка, князя Бжезького. Оскільки Вільгельм I більше уваги приділяв нідерландським графствам, Альбрехт I зосередив владу в Баварії-Штраубін. Своєю резиденцією обрав місто Штраубін.
У 1357 році, коли Вільгельм I став виявляти ознаки божевілля за наказом Альбрехта I того було у 1358 році запроторено до замку Ле-Кенуа. При цьому Альбрехт I став регентом графств Голландія, Зеландія, Геннегау, а також повністю перебрав владу над Баварія-Штраубінським графством. Разом з тим у 1358 році перебрався до Гааги.
У 1363 році підтримав свого зведеного брата Стефана II у боротьбі проти Рудольфа IV, герцога Австрії. 1364 року вимушений був протистояти претензіям Едуарда III, короля Англії, від імені своєї дружини на графство Геннегау. Втім Генеральні штати цього графства у 1365 році підтримали Альбрехта I. Остаточно питання вирішено на його користь під час перемовин у Лондоні.

### Граф Голландії, Зеландії та Геннегау
1386 року померла його дружина. У 1388 році офіційно став володарем Голландії, Зеландії та Геннегау. Для управління герцогством Баварія-Штраубін він призначив своїм співволодарем сина Альбрехта, який до 1397 року керував цим герцогством.
У Альбрехта I було багато коханок, втім проблеми почалися, коли він зробив своєю фавориткою Алейду ван Пулгест з Партії Тріски, яка набула значний політичний вплив. У відповідь Партія гачків уклала союз з сином Альбрехта I — Вільгельмом, — після чого влаштувала змову, і вересневої ночі 1392 року Алейду було вбито в Гаазі. У відповідь Альбрехт I почав переслідувати представників Партії гачків, захоплюючи один замок за одним. Його син Вільгельм не відчував себе в безпеці, і перебрався жити до Геннегау, а у 1394 році втік до Англії. В цей час у 1393 році Альбрехт I одружився з донькою герцога Клевського.
З 1395 року розпочав війну проти фрізів. Незважаючи на те, що він перемагав їх знову і знову, але так і не підкорив повністю. Помер у 1404 році в Гаазі. Його спадкоємцем став син Вільгельм II.

## Родина
1 Дружина — Маргарита, донька Людовіка I, князя Бжецького та Легніцького
Діти:
- Катарина (1361—1400), дружина Вільгельма I, герцога Гельдерна та Юліха
- Іоганна (1362—1386), дружина Вацлава I, імператор Священної Римської імперії
- Маргарита (1363—1423), дружина Жана Безстрашного, герцога Бургундії
- Вільгельм (1365—1417), герцог Баварія-Штраубін
- Альбрехт (1369—1397), герцог Баварія-Штраубін
- Іоганна-Софія (1373—1410), дружина Альбрехта IV Габсбурга, герцога Австрії
- Іоганн (1374/1376 — 1425), єпископ Льєжу

2 Дружина — Маргарита, донька Адольфа I, графа Клевського
Діти: не було